# Емпфертсгаузен
Емпфертсгаузен (нім. Empfertshausen) — громада в Німеччині, розташована в землі Тюрингія. Входить до складу району Вартбург.
Площа — 4,87 км2. Населення становить 523 ос. (станом на 31 грудня 2021).